# Thomas Weld

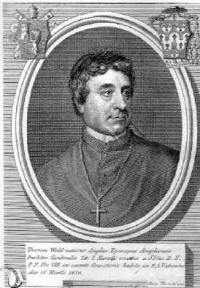
Kardinal Thomas Weld

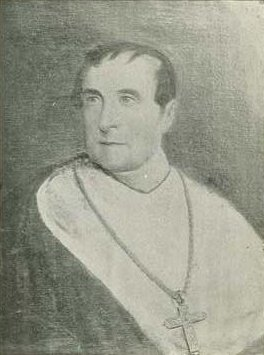
Kardinal Thomas Weld

Thomas Weld (* 22. Januar 1773 in London; † 10. April 1837 in Rom) war ein Kardinal der katholischen Kirche.

## Leben
Von einem Jesuitenpater als Hauslehrer unterrichtet, besuchte Weld auch für ein Jahr das Jesuitenkolleg in Lüttich. Während der Französischen Revolution kümmerte er sich um emigrierte Priester und nahm besonders Angehörige von Ordensgemeinschaften in seine Häuser auf. Seit dem 7. Juni 1796 mit Lucy Bridget Clifford verheiratet, wurde er Vater einer Tochter. Seine Frau verstarb am 1. Juni 1815 und Weld folgte dem Rat seines geistlichen Begleiters und begann 1818 das Studium der Theologie. Am 3. April 1821 empfing er in Paris die Priesterweihe, anschließend war er Kurat der Mission in Chelsea und später in Hammersmith.
Am 23. Mai 1826 wurde er zum Titularbischof von Amiclea und Koadjutor des Bischofs von Kingston in Kanada ernannt. Auch wenn er am 6. August 1826 im Saint Edmunds College zu Herfortshire die Bischofsweihe empfangen hatte, so reiste er doch aus verschiedenen Gründen, unter anderem der schweren Erkrankung seiner Tochter, nicht in seine zukünftige Diözese ab. Schließlich begab er sich nach Rom, wo er am 13. März 1830 auf sein Amt als Koadjutorbischof verzichtete. Daraufhin kreierte ihn Papst Pius VIII. am 15. März 1830 zum Kardinalpriester und verlieh ihm am 5. Juli 1830 die Titelkirche San Marcello. Er lebte im Palazzo Odescalchi.
Von 1833 bis 1836 wirkte der spätere Kardinal Antonino De Luca (1805–1883) als sein Privatsekretär.
Er starb in Rom und wurde in seiner Titelkirche beigesetzt, wo neben ihm seine Tochter und sein Schwiegersohn ruhen.